# Justicia migeodii
Justicia migeodii là một loài thực vật có hoa trong họ Ô rô. Loài này được (S. Moore) V.A.W. Graham mô tả khoa học đầu tiên năm 19,88.